# دالي غراي
دالي غراي (بالإنجليزية: Dale Gray)‏ (15 فبراير 1978 بإدنبرة في المملكة المتحدة - ) هو لاعب كرة قدم بريطاني في مركز الدفاع. لعب مع دندي يونايتد ونادي سليغو روفرز وبيرويك راينجرز ونادي كاودينبيث لكرة القدم.

## وصلات خارجية
- دالي غراي على موقع Soccerbase.com (لاعب) (الإنجليزية)